# Paradiastylis bathyalis
Paradiastylis bathyalis är en kräftdjursart som beskrevs av Jones 1969. Paradiastylis bathyalis ingår i släktet Paradiastylis och familjen Diastylidae.
Artens utbredningsområde är Tasmanhavet. Inga underarter finns listade i Catalogue of Life.